# Roswell: W kręgu tajemnic (cykl)
Roswell: W kręgu tajemnic (właś. Roswell High) – seria dziesięciu książek autorstwa Melindy Metz. Książka opowiada historię trójki kosmitów, którzy w 1947 rozbili się nieopodal Roswell oraz ich ludzkich przyjaciół. W Polsce dotychczas wydano tylko pięć pierwszych części.
Książka doczekała się serialowego odpowiednika: Roswell.

## Bohaterowie
- Adam - piąty obcy, który od urodzenia był przetrzymywany przez Szeryfa Valentiego w tajnej bazie, nieświadomy nazywał go tatą (wystąpił w częściach 5, 6 i 7)
- Nikolas Branson - chłopak Isabel, posiadał magiczny kamień mocy który mu dał moce kosmity, tytułowy Dziki z 2 części (wystąpił w części 2)
- Maria DeLuca - od dzieciństwa najlepsza przyjaciółka Liz, człowiek
- Elsevan DuPris - poszukiwacz kosmitów, redaktor naczelny "Drogi do Gwiazd"
- Max Evans - kosmita
- Isabel Evans - cheerleaderka, siostra Maxa, kosmitka
- Michael Guerin - kosmita
- Ray Iburg - szef Muzeum UFO, jedyny ocalały kosmita z katastrofy z 1947 (wystąpił w częściach 2, 3 i 4)
- Alex Manes - przyjaciel Liz i Marii, człowiek
- Liz Ortecho - partnerka Maxa z lekcji biologii, człowiek
- Kyle Valenti - syn szeryfa, raz umówił się z Liz na randkę
- Szeryf Valenti - tropiciel kosmitów, szef tajnej rządowej organizacji Plan Wyczyszczenia Bazy Danych, człowiek
- Cameron Whinger - współpracująca z Szeryfem, mająca za plan wydobycie informacji od Michaela przetrzymywanego przez Szeryfa (wystąpiła w częściach 5 i 6)

## Książki
1. Obcy (The Outsider)
2. Dziki (The Wild One)
3. Pierścień (The Seeker)
4. Akino (The Watcher)
5. Intruz (Intruder)
6. Uciekinier (The Stowaway)
7. (The Vanished)
8. (The Rebel)
9. (The Dark One)
10. (The Salvation)